# Nässelvikholmen
Nässelvikholmen är en ö i Åland (Finland). Den ligger i Skärgårdshavet och i kommunen Sund i landskapet Åland, i den sydvästra delen av landet. Ön ligger omkring 28 kilometer nordöst om Mariehamn och omkring 260 kilometer väster om Helsingfors.
Öns area är 5,7 hektar och dess största längd är 490 meter i nord-sydlig riktning.
Runt Nässelvikholmen är det mycket glesbefolkat, med 5 invånare per kvadratkilometer.